# Copernicia baileyana
Copernicia baileyana ist eine Pflanzenart aus Gattung Copernicia innerhalb der Familie der Palmengewächse (Arecaceae). Sie kommt im zentralen Kuba häufig vor und ihr Areal reicht auch bis Ostkuba.

## Beschreibung

Jüngeres Exemplar

### Vegetative Merkmale
Der Stamm wird bis zu 18 Meter hoch, in Kultur selten über 12 Meter; der Durchmesser beträgt rund 60 Zentimeter. Der Stamm ist meist von etwa 30 Zentimeter Höhe an gleich dick, selten hat er in der Mitte eine Schwellung. Der Stamm ist glatt und hell-grau bis rein-weiß. Unterhalb der Krone hängen einige wenige abgestorbene Blätter. Die Blattkrone ist rundlich und 4,5 bis 6 Meter hoch wie breit. Die fächerförmigen Blätter sind 1,5 Meter breit und fast kreisrund. Sie haben viele steife, schmal lanzettliche Segmente, die zu einem Drittel des Blattdurchmessers eingeschnitten sind. Der Blattstiel ist 1,2 Meter lang und reicht in die Blattspreite hinein, die dadurch costapalmat sind. Die Blattspreite ist auf der Oberseite hell- bis dunkelgrün, auf der Unterseite heller graugrün und von einer Wachsschicht bedeckt.

### Generative Merkmale
Der Blütenstand ist stark verzweigt und rund 2 Meter lang. Er biegt sich vom Zentrum der Blattkrone nach unten. Die Blüten sind weißlich. Die Früchte sind bei einem Durchmesser von unter 2,5 Zentimetern rundlich und braun bis schwarz.

## Vorkommen
Copernicia baileyana kommt im zentralen Kuba häufig vor und ihr Areal reicht auch bis Ostkuba. Sie wächst auf Kuba in den Savannen und offenen Wäldern.

## Taxonomie
Die Erstbeschreibung von Copernicia baileyana wurde 1931 durch Hermano León in Revista de la Sociedad Geografica de Cuba, Band 4, Seite 22, Tafel 4, Figur 6 und Tafel 5, Figur 2. Das Artepitheton baileyana ehrt den nordamerikanischen Palmenforscher Liberty Hyde Bailey.

## Belege